# 남화한인청년연맹
남화한인청년연맹(南華韓人靑年聯盟)은 1930년 4월 20일 중국 상하이에서 조직되었던 무정부주의운동단체이다. 재만조선무정부주의자연맹이 상하이로 철수하여 전투체제로 개편한 단체로, 맹원(盟員)은 유자명·유기석(柳基石, 일명 柳絮)·장도선(張道善)·정해리(鄭海理)·정화암·안공근·오면직(吳冕稙)·이현근(李炫謹) 등이었다.

## 역사 및 활동

### 결성 (1930)
1929년에 만주 북부 지역에서 이회영의 영향을 받아 결성된 재만조선무정부주의자연맹이 상하이로 철수하면서 개편하여 발족한 단체이다. 재만조선무정부주의자연맹의 김좌진은 1930년 1월에 피살되었다.
1930년 4월 20일 상하이에 옮겨온 남화한인청년연맹에는 유자명·유기석(柳基石, 일명 柳絮)·장도선(張道善)·정해리(鄭海理)·정화암·안공근·오면직(吳冕稙)·이현근(李炫謹) 등이 참여했다.
선언문에서는 "일본제국주의의 철쇄를 탈출하는 우리는 민중 자신의 손으로 진실한 자유와 평등과 우애에 기초한 신사회를 건설해야 한다."라고 주장하였다.
남화한인청년연맹은 무정부주의를 추구하며 일본의 폭력과 독재에 저항하는 급진적 독립운동을 추구했다.  따라서 의열단과 유사한 무력 투쟁이 주요 활동이었으며, 자금 조달과 선전 활동도 벌였다. 기관지 《남화통신》을 발간하였다.

### 항일구국연맹 참여 (1931)
1931년 11월 남화한인청년연맹은 중국인과 일본인 무정부주의자와 연대하여 항일구국연맹이라는 연합체를 결성하였다.
항일구국연맹은 행동부를 두었는데, 흑색공포단(黑色恐怖團)으로 불린 행동부는 친일화한 중국 외교부장 왕정휘(汪精衛) 암살기도 저격사건과 복건성 아모이(廈門)의 일본영사관 폭파로써 의열투쟁의 포문을 열었다. 흑색공포단은 백정기의 주거지에서 결성되었으며, 중국인과 일본인도 포함된 연합 단체이지만 핵심은 남화한인청년연맹 맹원들이었다.
그러나 정화암과 김구의 분화로 일부 맹원이 탈퇴하고, 흑색공포단의 백정기 등 핵심 인물이 체포되었으며, 젊은 층은 군사 훈련을 위해 황푸군관학교 등에 입학하면서 1930년대 중반 이후 활동이 침체되었다.

### 육삼정 의거 (1933)
1933년 3월 17일 남화한인청년연맹의 백정기와 이강훈은 상하이 프랑스 조계의 요리점 육삼정(六三亭)에서 중국정부 요인 매수 목적으로 연회를 베푸는 주중 일본공사 아리요시 아키라(有吉明)와 일본군사령부 간부들을 일거에 폭살할 것을 기도했으나 실패하였다. 육삼정으로 접근하던중에 거사계획을 미리 알고 포위해 온 일본군 헌병대에 피체된 것이다.
1933년 3월 17일 상해 진주 일본군사령부와 유길명(有吉明 ; 아라요시 아끼라) 공사가 중국정부 요인의 매수공작을 위해 중국 요리점 육삼정(六三亭)에서 연회를 베푸는 기회에 기습공격을 가할 계획을 세웠다. 선발된 백정기·이강훈 두 의사는 수류탄과 권총으로 무장하고 유자명의 인도를 받아 상하이 프랑스 조계로 들어가 거사하려다가 일경에 체포되었다. 일본으로 끌려간 백정기 의사는 1935년 5월 22일 나가사키 감옥에서 옥사하고 이강훈 의사는 8·15해방까지 일본 각지의 감옥에서 옥살이를 하다가 풀려났다.

### 친일부역자 처단
남화한인청년연맹은 김구의 한인애국단과 협력하여 친일부역자들의 처단을 위해 투쟁했다. 1933년 상해에서 일본군과 내통한 옥관빈의 처단과 남화한인청년연맹 엄형순(嚴亨淳)·이규호(李圭虎)의 친일분자 이용노(李容魯) 처단 등이 그것이다. 그밖에도 친일주구에 대한 총살 처단이 있었다. 투쟁 의욕이 강한 청년들이 대거 남화한인청년연맹에 가담했다.

### 중일전쟁 당시 활동 및 광복군에 편입 (1937~)
1937년 10월 중일 전쟁 때에는 두개의 전지공작대(戰地工作隊)를 조직하여 활동을 전개하였다. 그 하나는 정화암·유기석·유자명·이강(李剛) 등에 의한 학도병귀순공작과 포로구출작전이었고, 다른 하나는 나월환·이하유(李何有)·박기성·김동수(金東洙)·이재현(李在賢) 등과 기타 대원에 의한 실전 참가였다. 특히, 후자는 뒤에 광복군 제2지대로 개편되었다.

## 같이 보기
- 재만조선무정부주의자연맹
- 유자명
- 정화암
- 안공근
- 백정기
- 이강훈
- 항일구국연맹

## 참고자료
- 박환 (2005년 8월 8일). 〈4장. 1930년대 전반 남화한인청년연맹의 결성과 활동〉. 《식민지시대 한인 아나키즘 운동사》. 서울: 선인. ISBN 8959330094.